# Limira (Licia)
Limira (en griego antiguo: Λίμυρα, en licio 𐊈𐊚𐊎𐊒𐊕𐊁) fue una pequeña ciudad de la antigua Licia en la costa meridional de Asia Menor, junto al río Limiro (en griego antiguo: Λιμύρος). Ya era floreciente en el segundo milenio a. C.. Fue una de las más antiguas y prósperas ciudades de Licia, y gradualmente se convirtió en uno de los puestos comerciales más exitosos de Grecia.
En el siglo IV a. C. Pericles de Limira la convirtió en capital de la Liga Licia; más tarde quedó bajo el control del Imperio persa. Cuando Alejandro Magno accedió al trono de Persian, la mayor parte de Licia fue gobernada Ptolomeo I Soter; su hijo Ptolomeo II Filadelfo ayudó a los limirios contra los gálatas invasores, y los habitantes de la ciudad le dedicaron un monumento, el Ptolemeo, en agradecimiento.[cita requerida]
Las cinco necrópolis de este periodo demuestran la importancia de la ciudad. El Mausoleo de Pericles es particularmente notable por sus excelentes relieves y esculturas, como el de Perseo degollando a Medusa y a una de sus hermanas.
Limira es mencionada por Estrabón (XIV, 666), Ptolomeo (V, 3, 6) y otros autores latinos. Gayo César, hijo adoptivo de Augusto, murió aquí (Veleyo Patérculo 2.102).
Los romanos tallaron en la roca de la colina un teatro que acogía a 8000 espectadores. Fue encargado en el siglo II por un importante mecenas licio llamado Opramoas de Rodiápolis. También de esta época son unas termas con un complejo sistema de calefacción y las calles con columnatas. El puente de Limira, al este de la ciudad, es uno de los más antiguos puentes de arco escarzano del mundo.

## Historia eclesiástica
Limira es mencionada como sede episcopal, en las Notitiae Episcopatuum de los siglos XII a XIII, como un sufragáneo de la metrópolis de Mira.
Se conocen seis obispos: Diotimo, mencionado por San Basilio (Ep. 218); Lupicino, presente en el Primer Concilio de Constantinopla (381); Esteban, en el Concilio de Calcedonia (451); Teodoro, en ele Segundo Concilio de Constantinopla (553); León, en el Segundo Concilio de Nicea (787); Nicéforo, en el Concilio de Constantinopla de 879-880.
En el Annuario Pontificio aparece como una sede titular de la provincia romana de Licia.

## Gallería

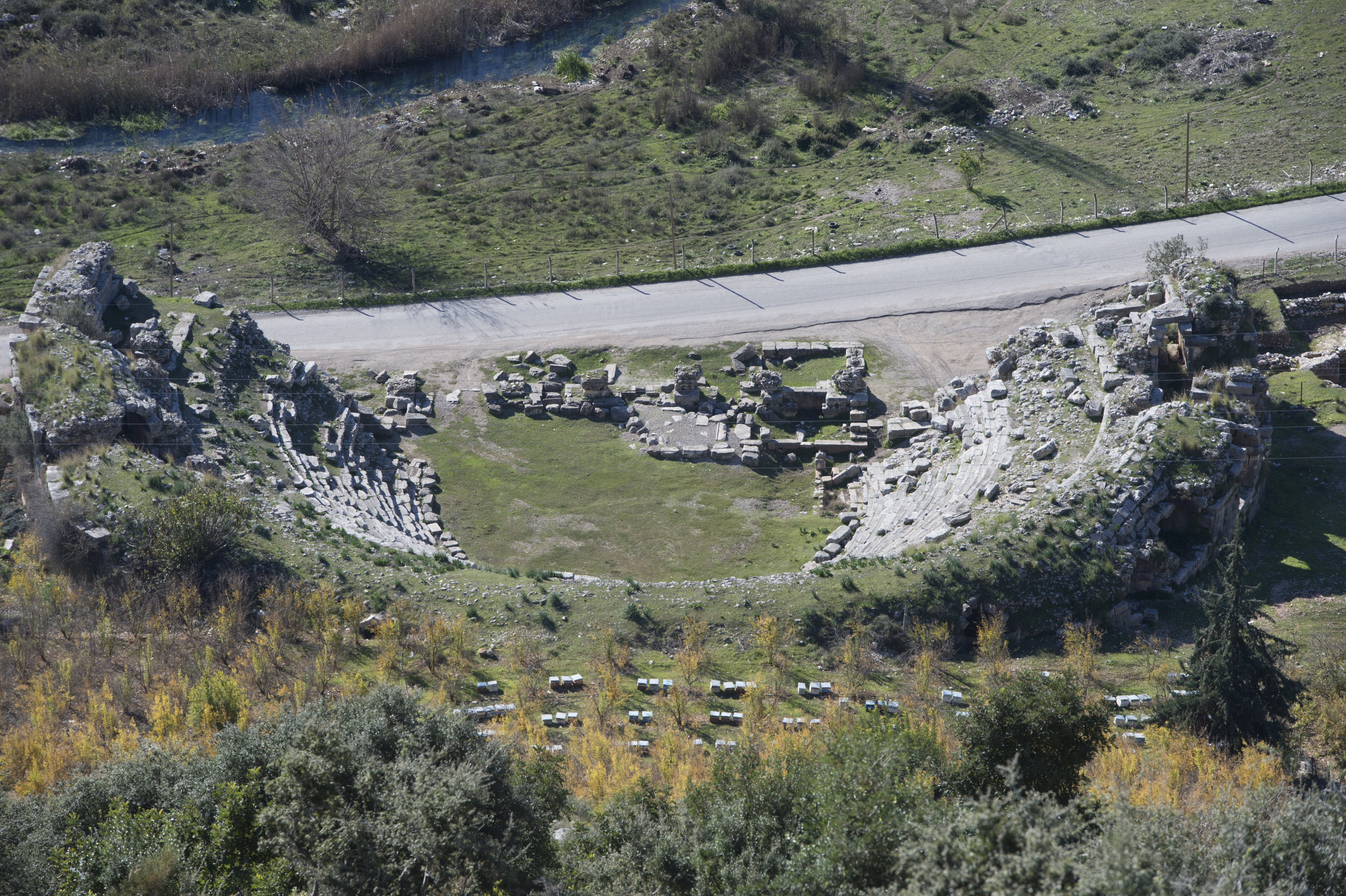
Teatro de Limira desde lo alto
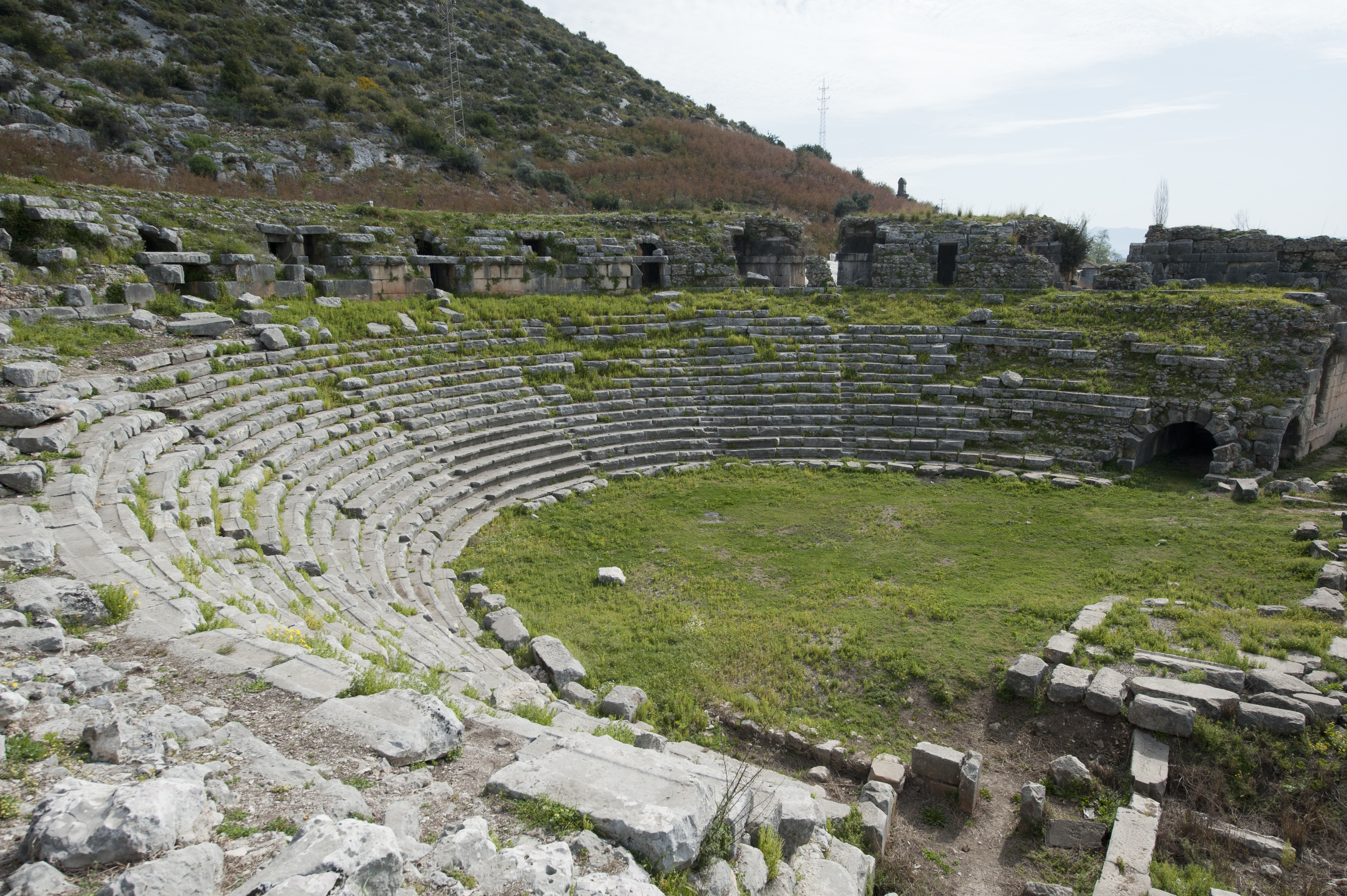
Teatro de Limira
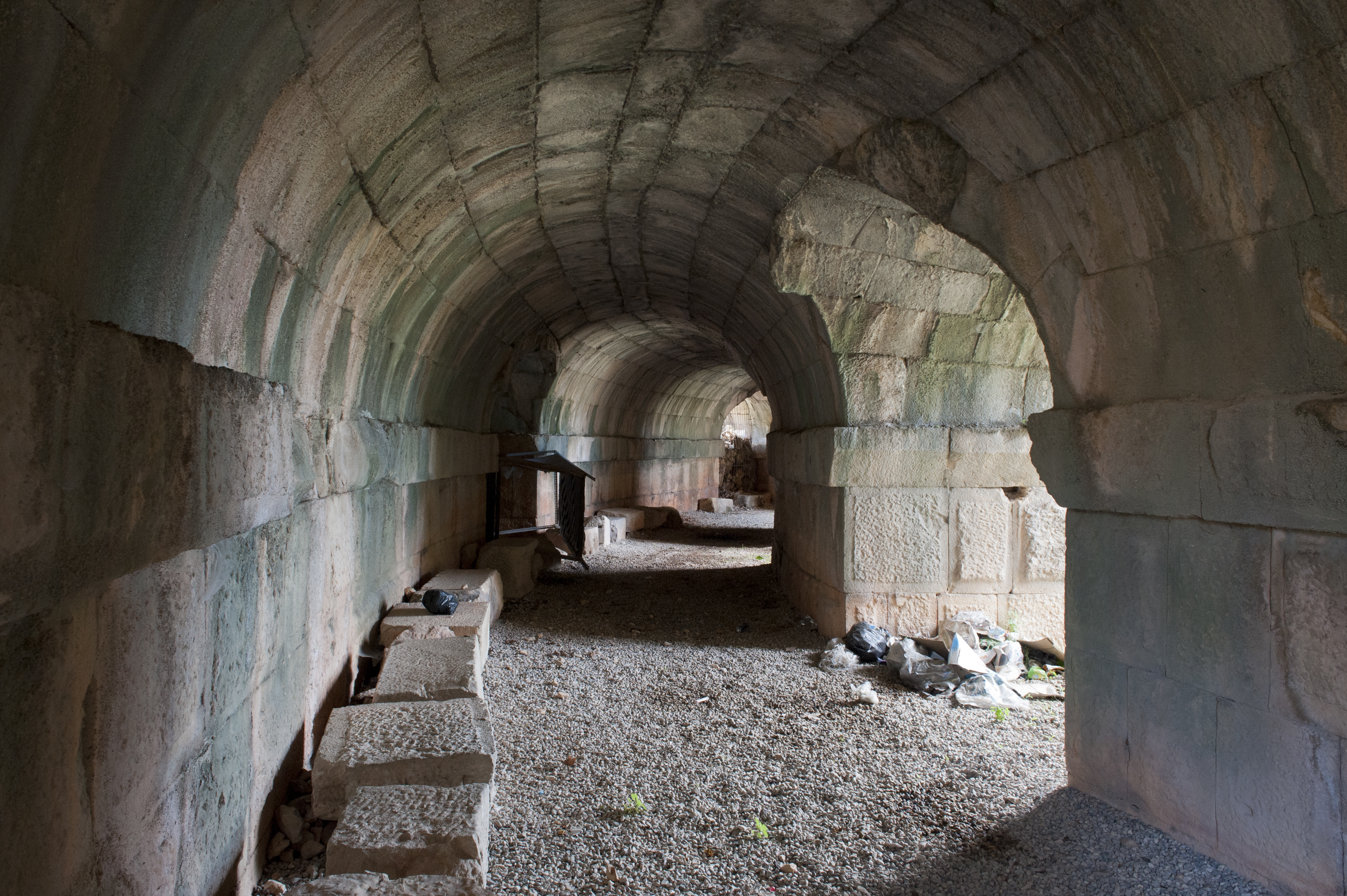
Pasillos del teatro de Limira
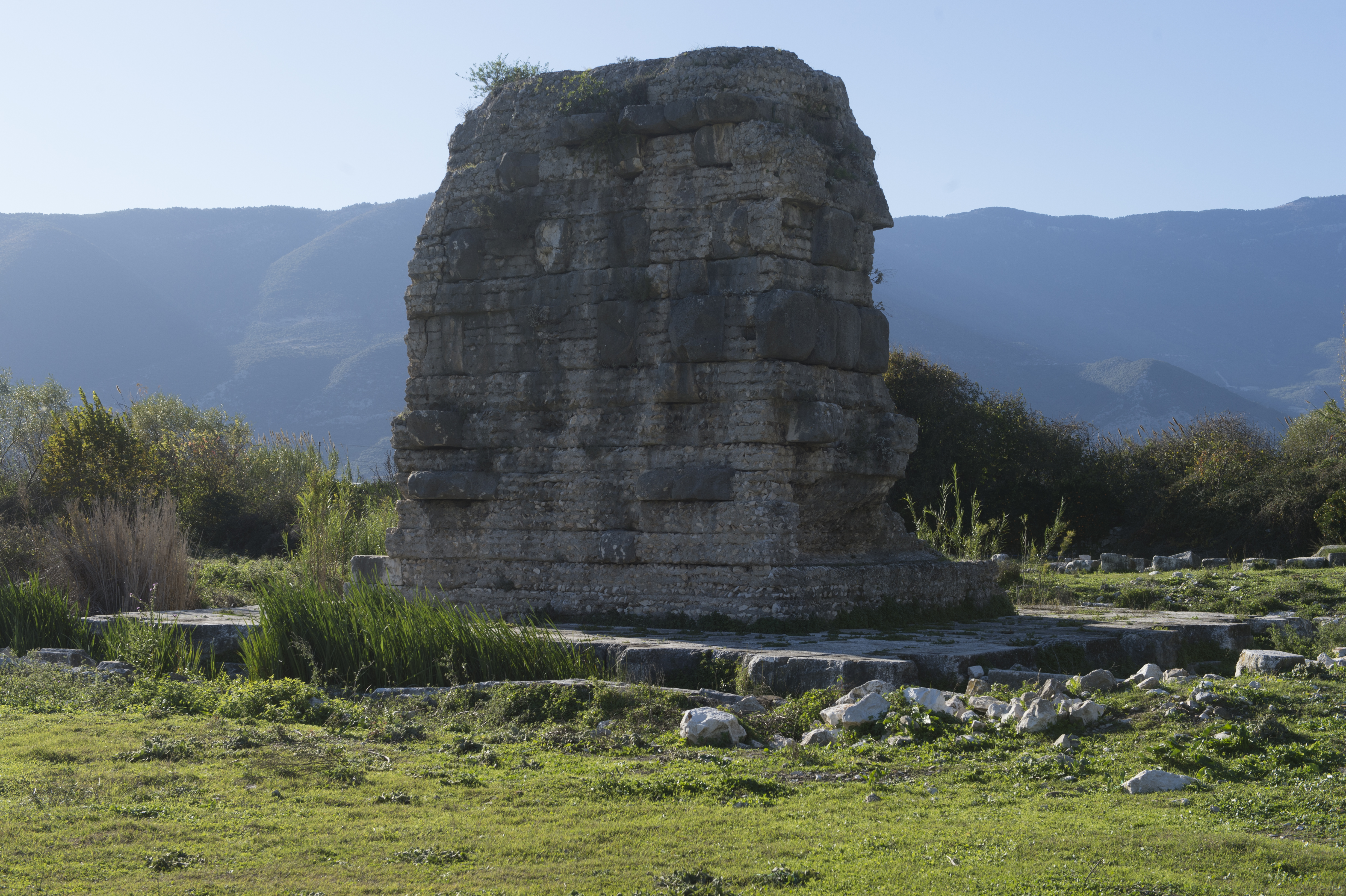
Cenotafio de Gayo César en Limira
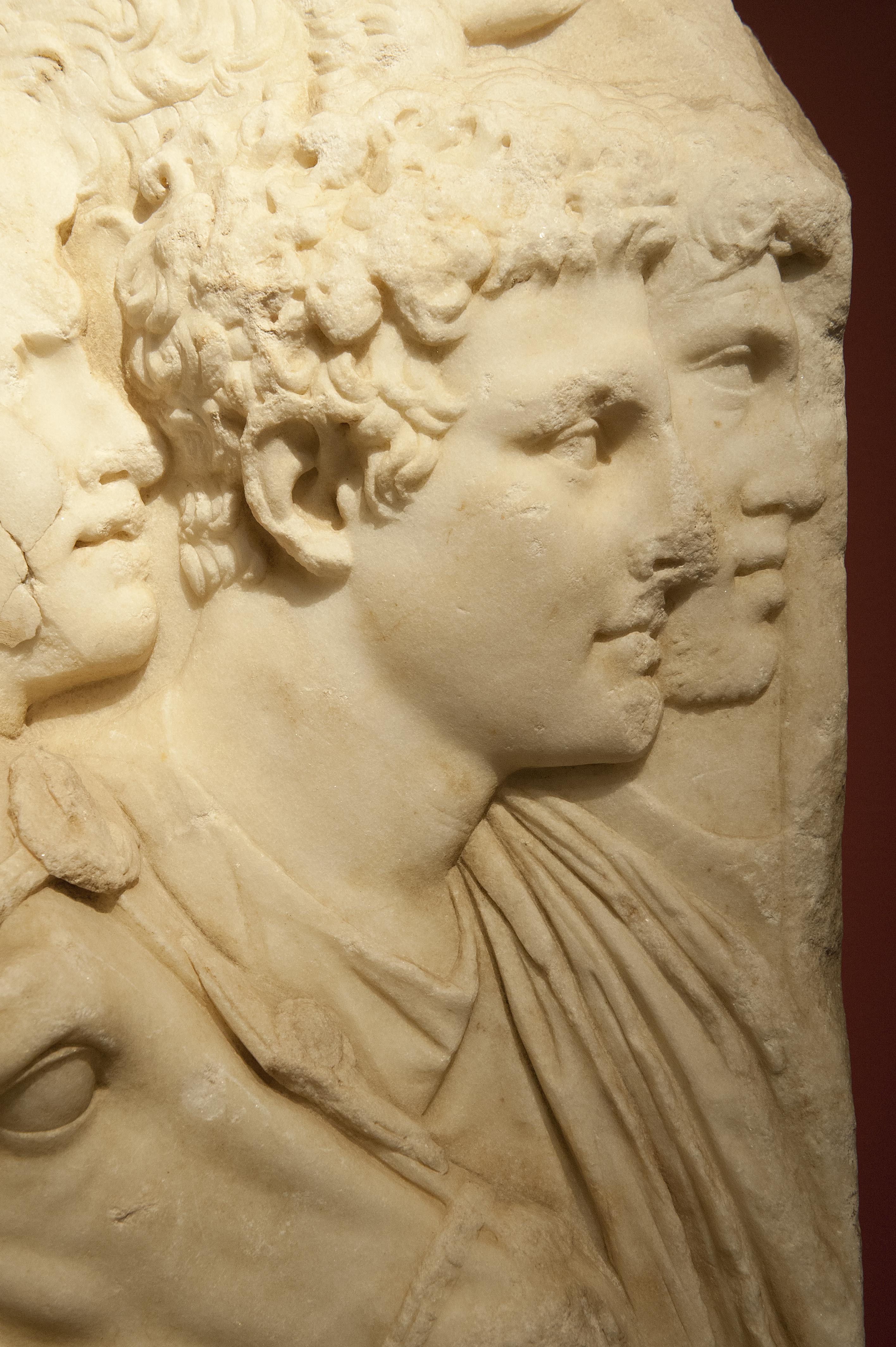
Cenotafio de Gayo César en Limira (Museo de Antalya)
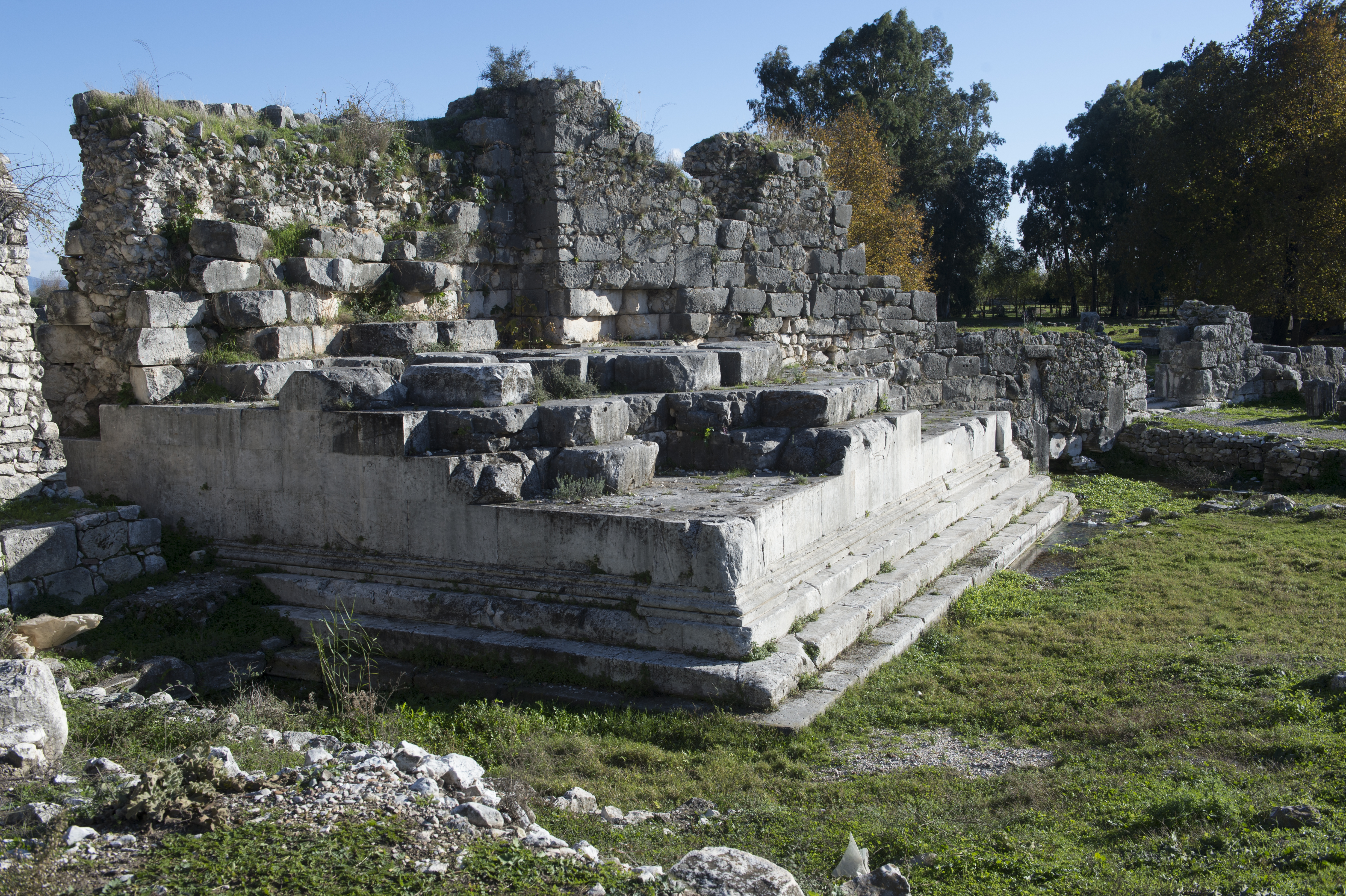
Ptolemeo de Limira
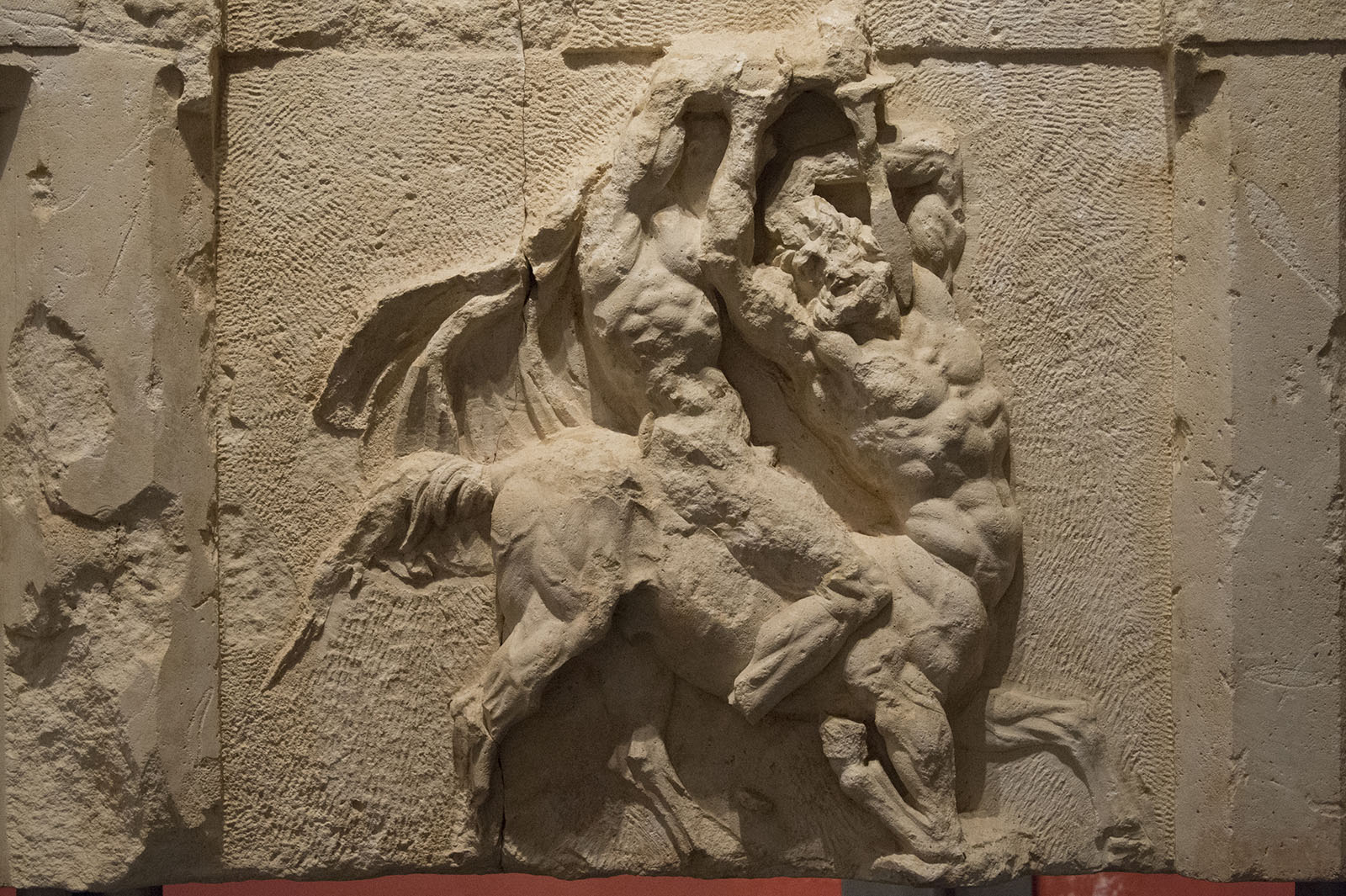
Relieve del Ptolomeo de Limira (Museo de Antalya)
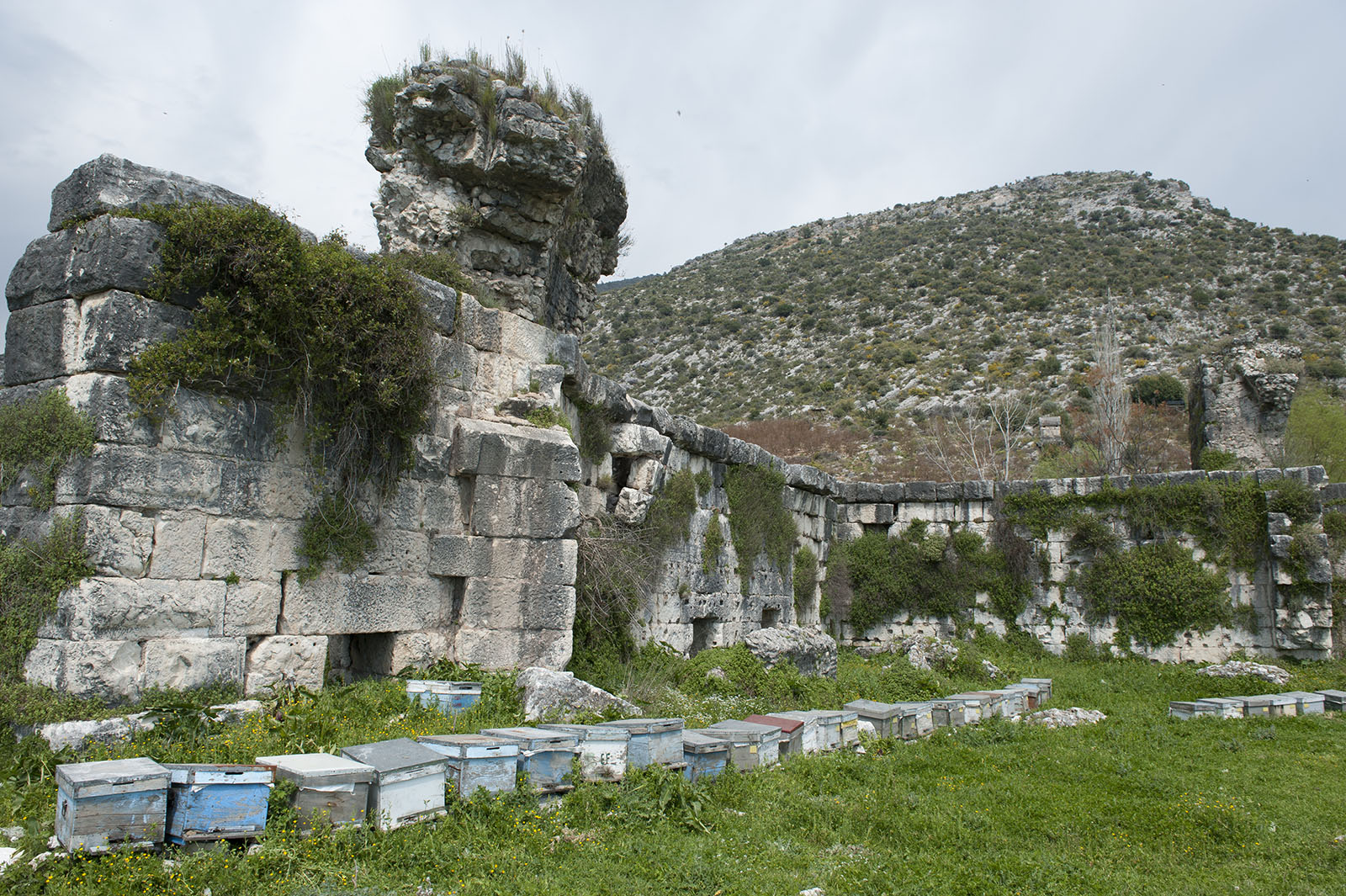
Colmena de abejas en Limira
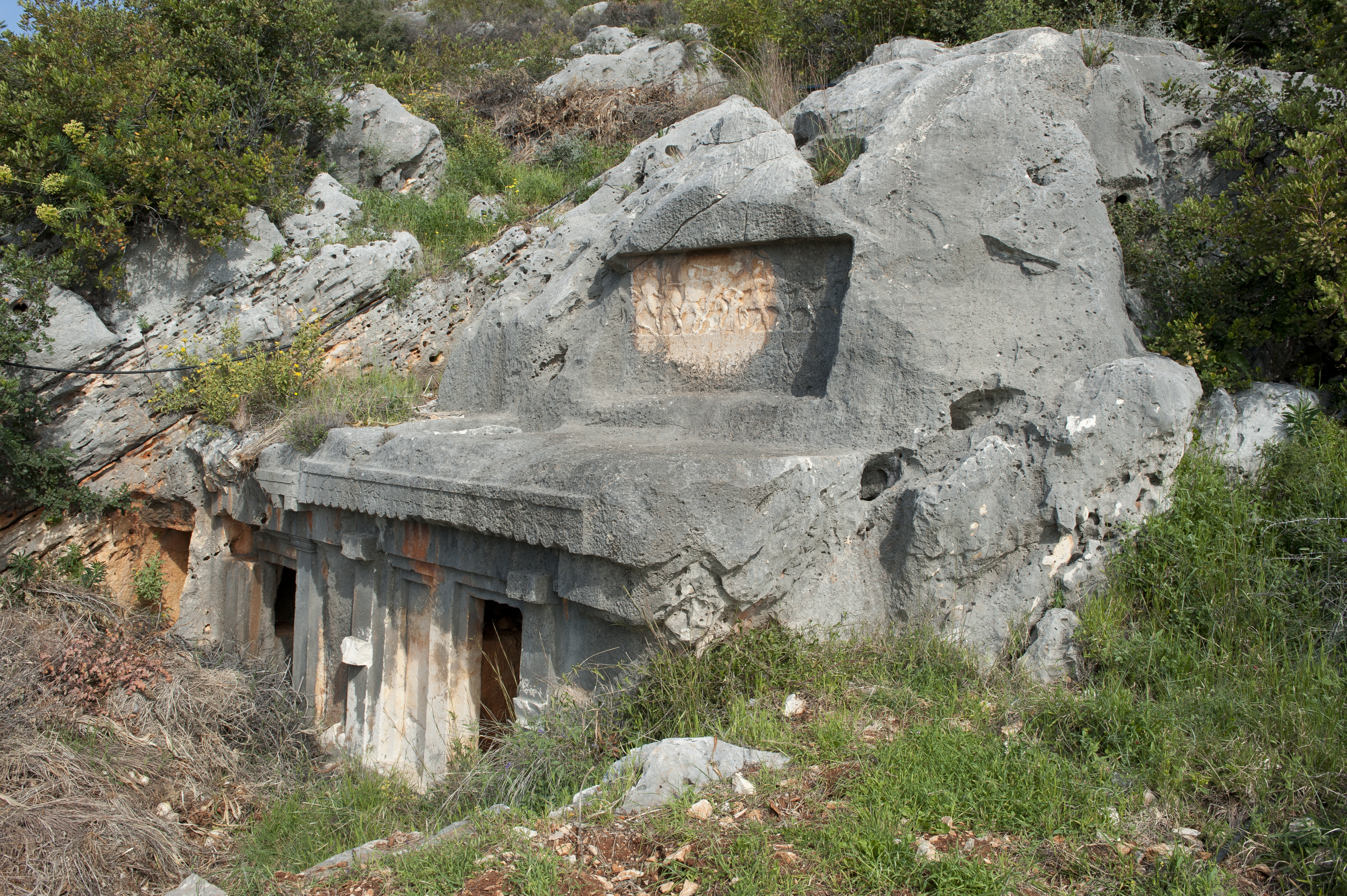
Tumba de Tebursseli en Limira
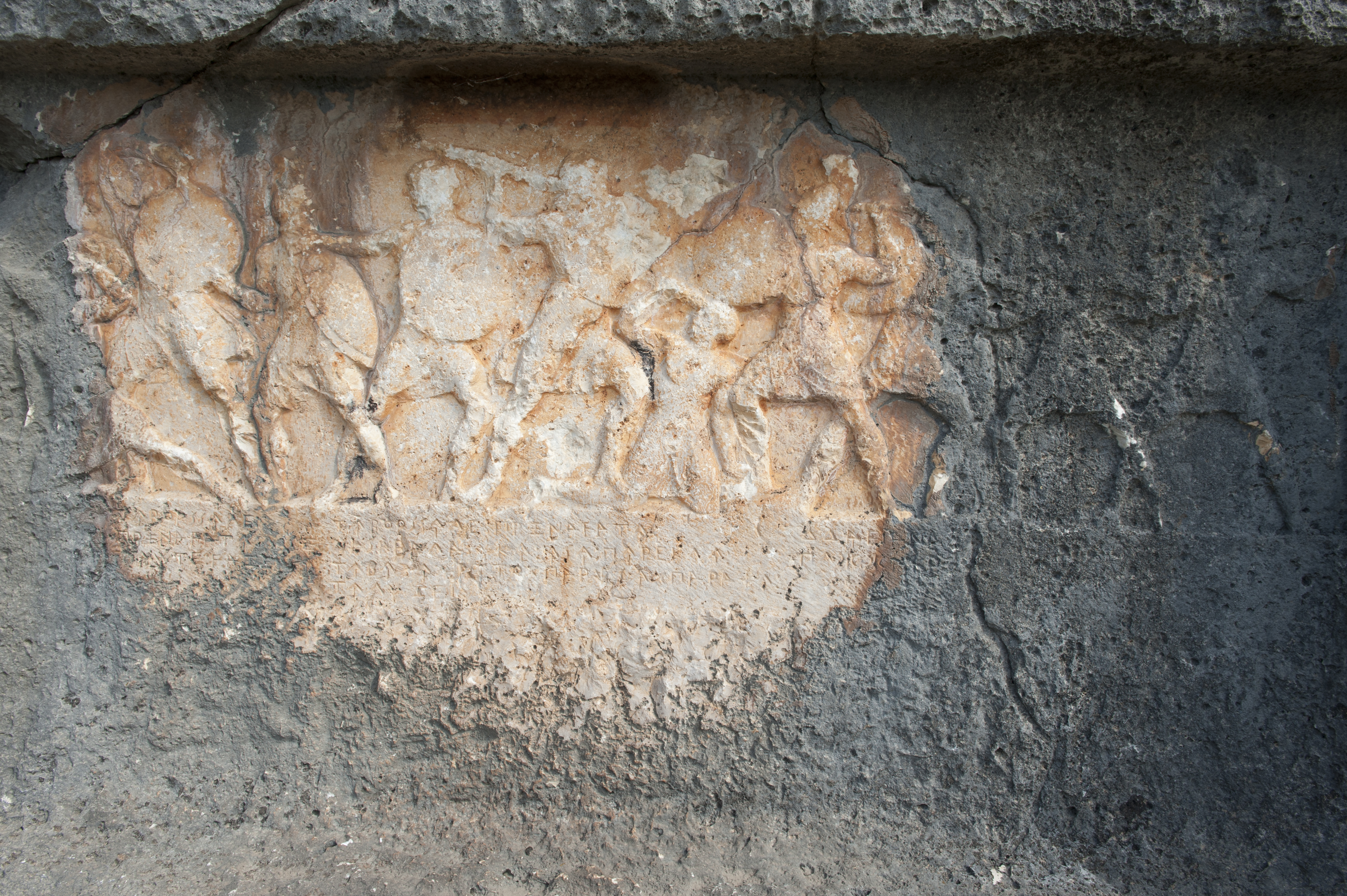
Decoracion de la Tumba de Tebursseli en Limira
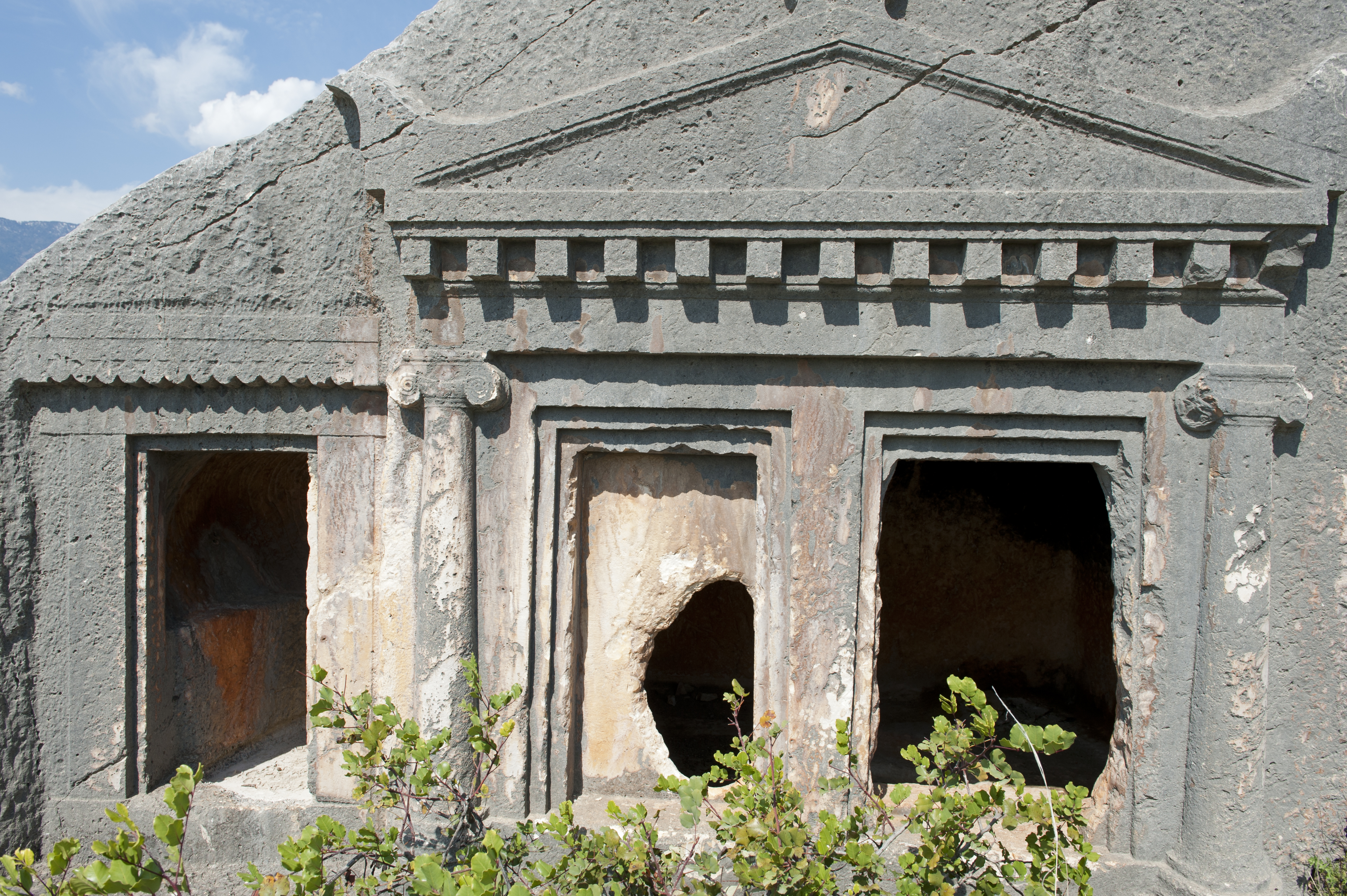
Tumba de tipo templo en Limira
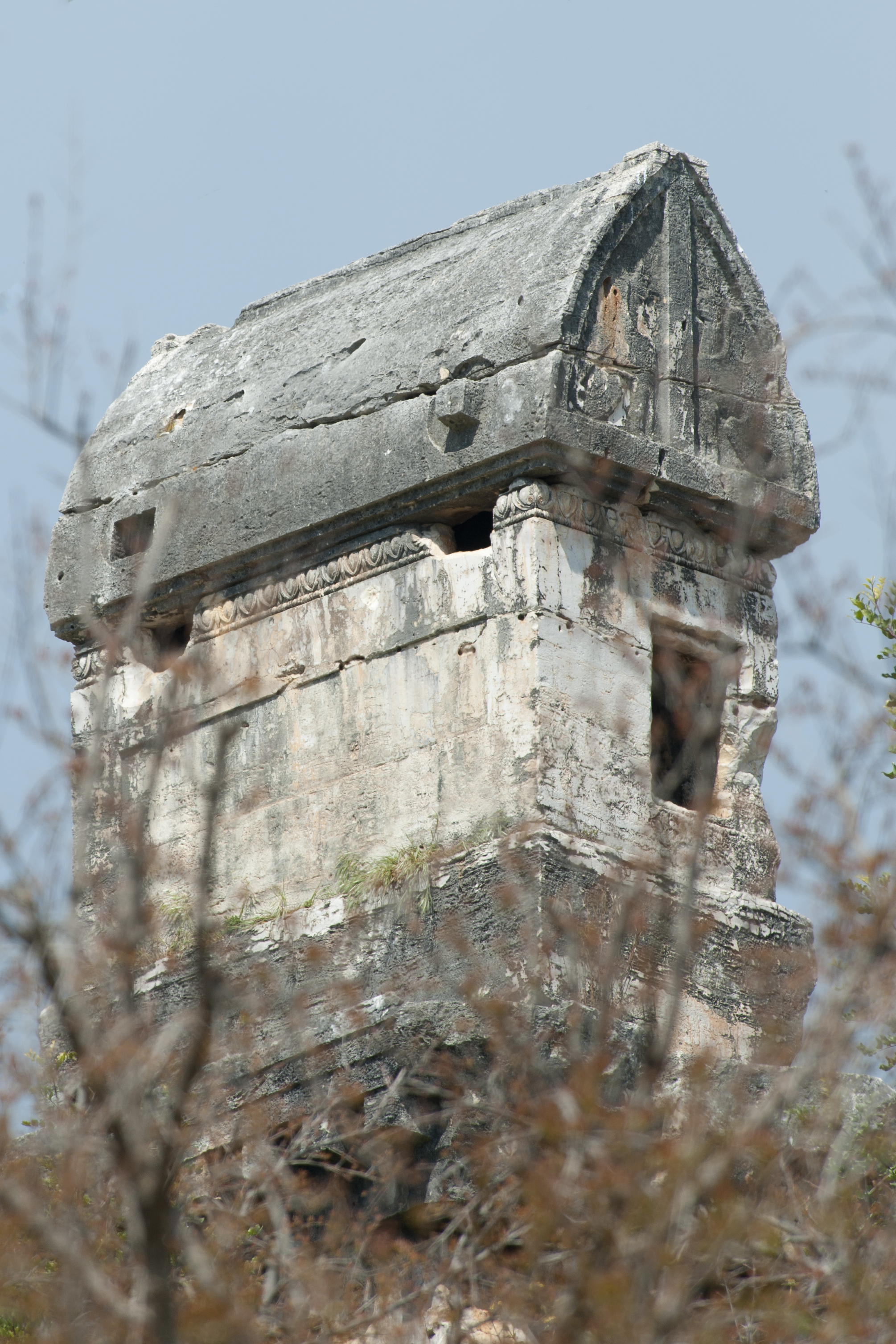
Sarcófago de Xñtabura en Limira
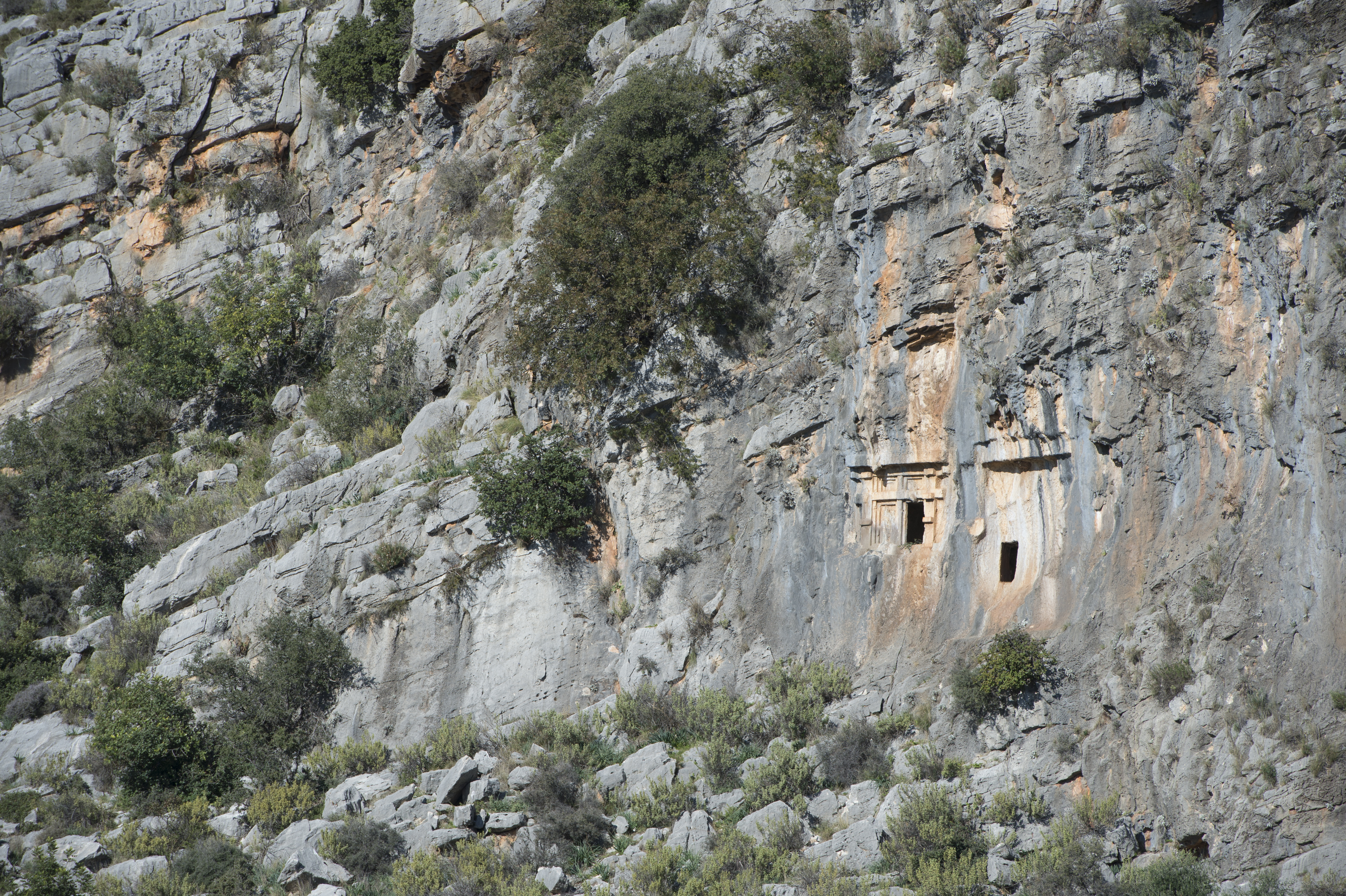
Tumbas de piedra en Limira
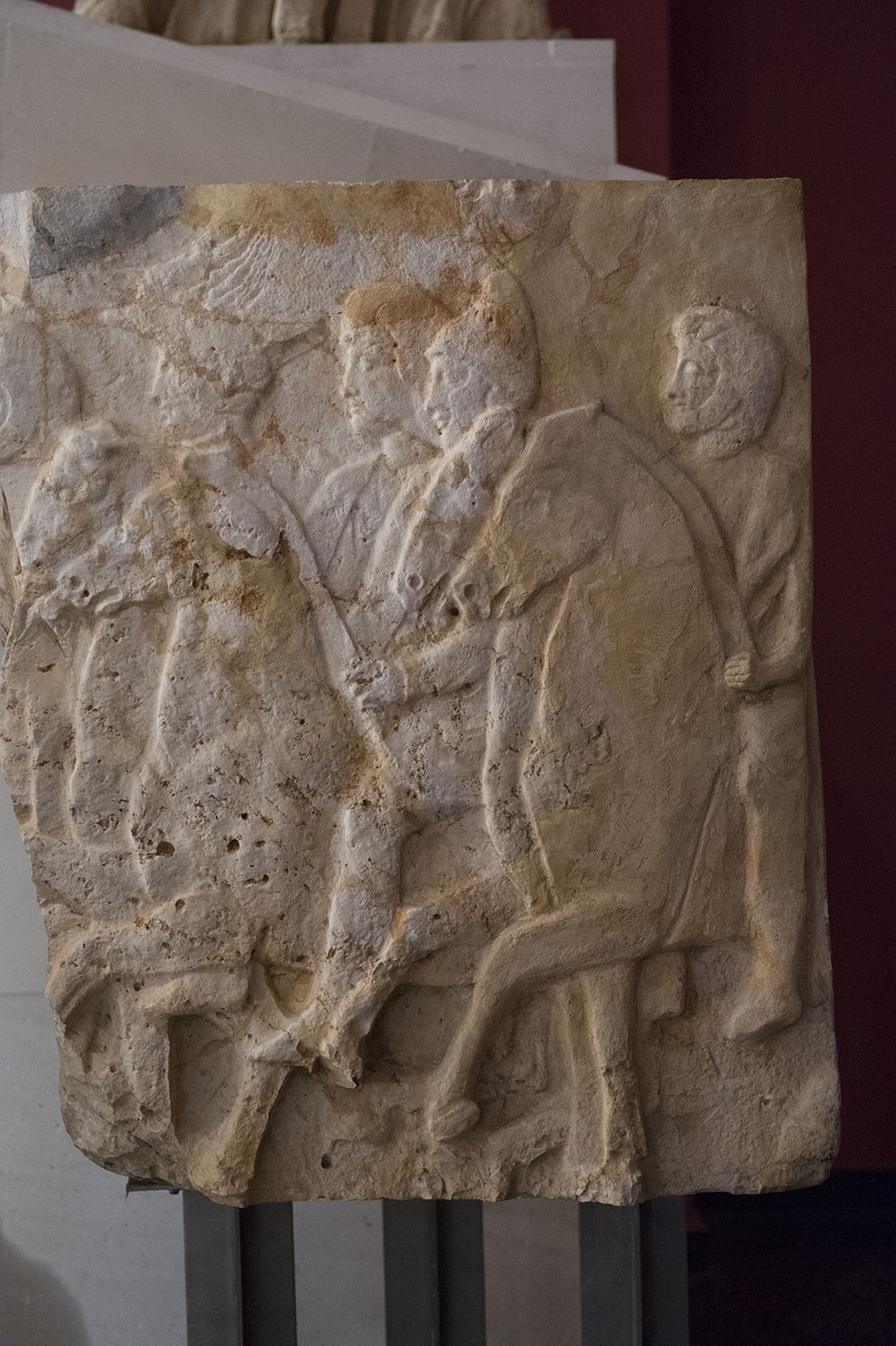
El heroon de Pericles en Limira (Museo de Antalya)
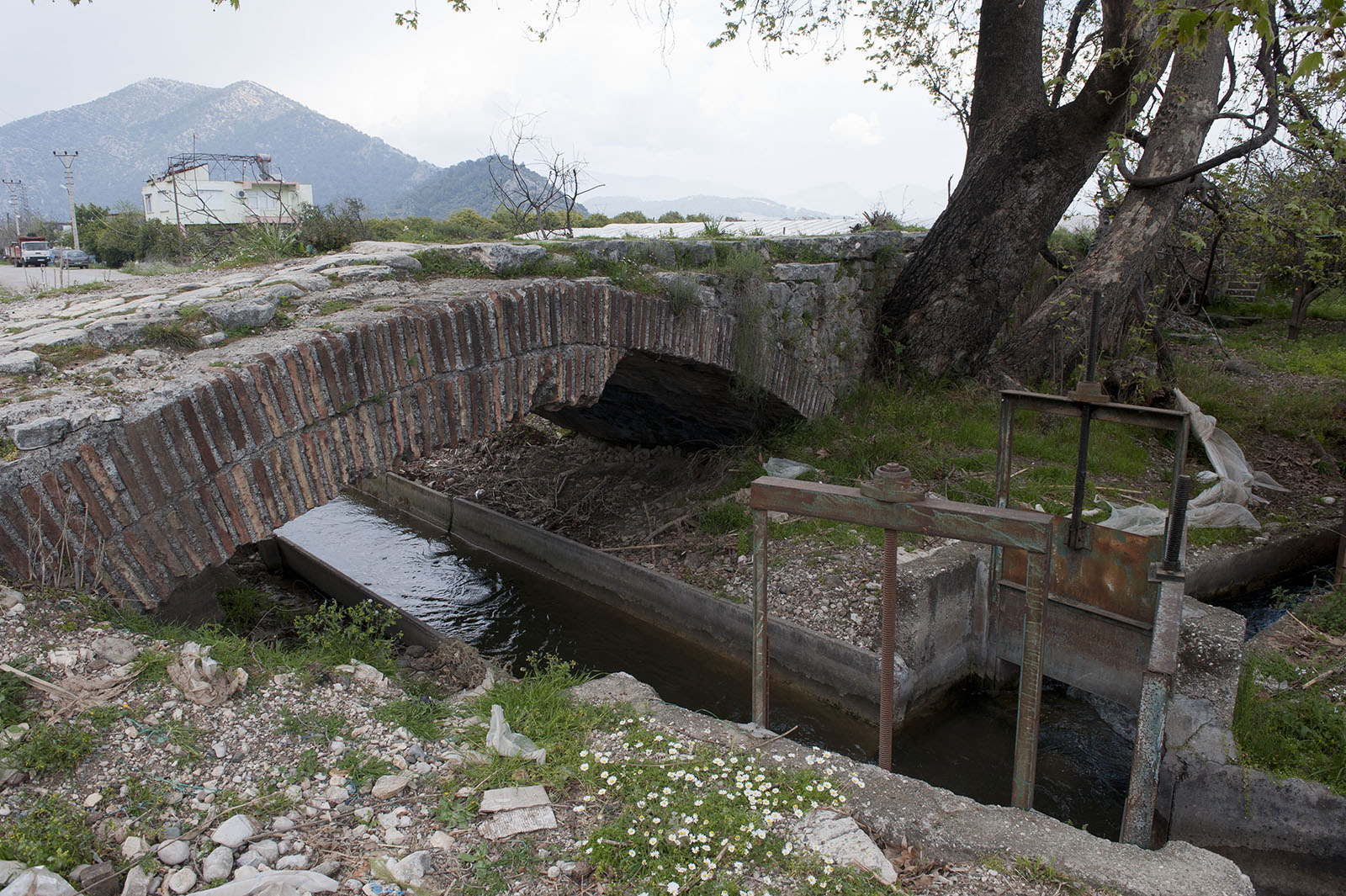
Puente romano de Limira